# Rocca di Castel Goffredo

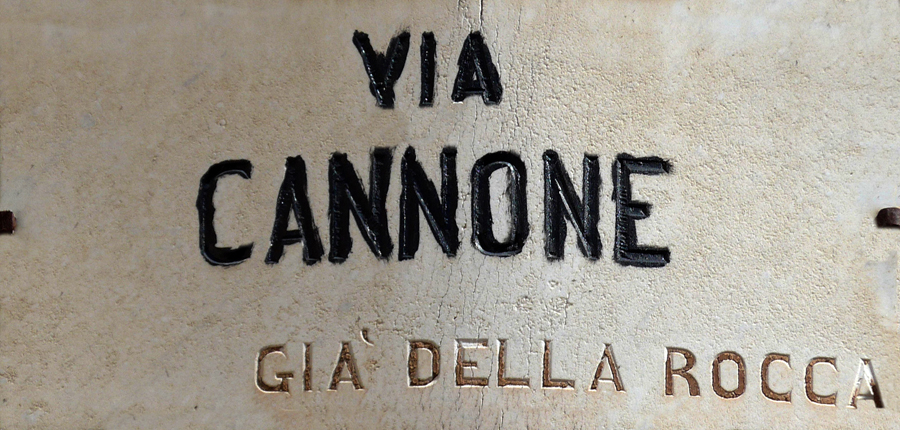
Castel Goffredo, lapide in vicolo Cannone, già della Rocca.

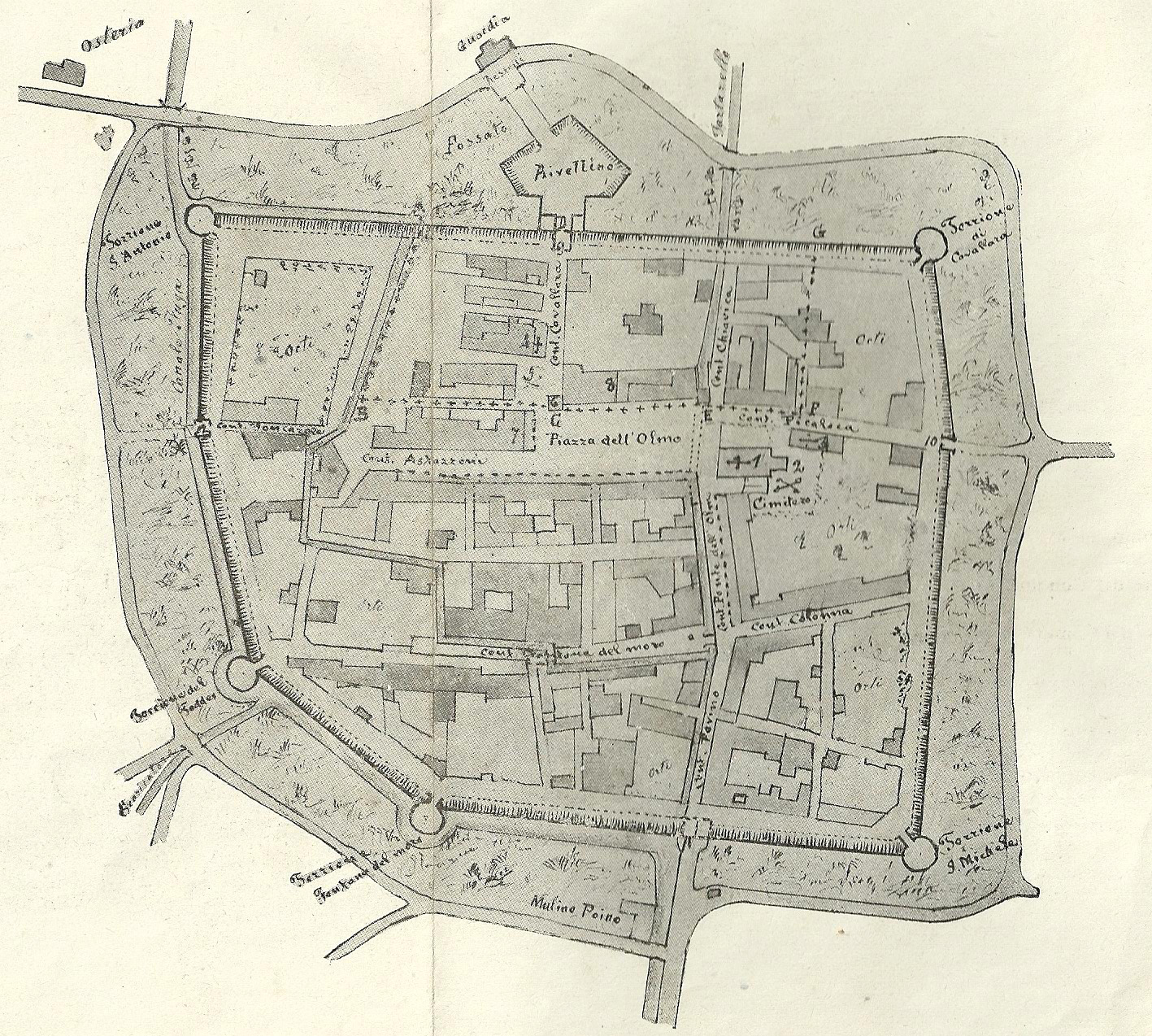
La città fortezza di Castel Goffredo all'inizio del Cinquecento.

La Rocca di Castel Goffredo era struttura militare quattrocentesca di difesa inserita nell'area di "Castelvecchio", all'interno della fortezza di Castel Goffredo, e faceva parte, un tempo, delle mura difensive del paese. Successivamente alle modifiche apportate alla zona, si trovò collocata all'interno del giardino di Palazzo Gonzaga-Acerbi.

## Storia e descrizione
All'inizio del Quattrocento, sotto il marchesato di Alessandro Gonzaga, il primo nucleo abitato costruito a ridosso di "Castelvecchio" fu circondato da un secondo ordine di mura. Faceva parte delle opere di difesa quattrocentesche anche il rivellino, situato sulla sinistra della Rocca e abbattuto nel 1757.
In questo periodo venne innalzata anche la Rocca «...nella piazzola di Castelvecchio, ...allora al centro del paese».
Anche il poeta Matteo Bandello, nei Canti XI de le lodi de la s. Lucretia Gonzaga... Le III parche, al tempo in cui fu ospite a Castel Goffredo della corte del marchese Aloisio Gonzaga (dal 1538 al 1541), citò un «castello altiero» e un «buon castello» e ancora riferito ad Aloisio, «'l suo castello ha fatto così forte, qual altro che più forte Italia addite». In questo contesto, probabilmente, il Bandello si riferiva alla residenza del marchese (palazzo Gonzaga-Acerbi) con Rocca al suo interno e alle fortificazioni, erette a difesa del borgo.
Una lapide segnavia, posta in vicolo Cannone in Castelvecchio, riporta l'antico nome "già della Rocca", il che fa supporre l'esistenza della costruzione nelle sue vicinanze.

### Altre fonti
- 1999 – Immagina. Castel Goffredo: l'evoluzione di un territorio, CD-ROM, a cura del Comune di Castel Goffredo